# Albertslund Centrum
Albertslund Centrum er et indkøbscenter beliggende i Albertslund Kommune i direkte tilknytning til Albertslund Station. Indkøbscentret er kendetegnet ved ikke at være overdækket, i modsætning til de fleste øvrige større indkøbscentre i Storkøbenhavn.
Albertslund Centrum blev taget i brug i 1965 og har ca. 70 butikker. Følgende institutioner er desuden at finde i eller omkring centret:
- Forbrændingen
- Musikteatret Albertslund
- Albertslund Rådhus
- Opstandelseskirken
- Albertslund Bibliotek
- Albertslund Gymnasium
- Albertslund Musikskole
- Danmarks Internationale Kollegium

## Eksterne links
- Albertslund Centrum

55°39′23.8″N 12°21′14.5″Ø / 55.656611°N 12.354028°Ø